# أوقستو ساكاي
أوقستو ساكاي (بالبرتغالية: Augusto Sakai‏) هو فنان قتال مختلط برازيلي، ولد في 5 مايو 1991 في برازيليون في الولايات المتحدة.

## وصلات خارجية
- أوقستو ساكاي على موقع يو إف سي (الإنجليزية)
- أوقستو ساكاي على موقع بيلاتور (الإنجليزية)
- أوقستو ساكاي على موقع شيردوغ (الإنجليزية)
- أوقستو ساكاي على موقع IMDb (الإنجليزية)